# سيمون بيكيت
سيمون بيكيت (بالإنجليزية: Simon Beckett)‏ هو كاتب وصحفي بريطاني، ولد في 20 أبريل 1960 في شفيلد في المملكة المتحدة.

## وصلات خارجية
- الموقع الرسمي
- سيمون بيكيت على موقع IMDb (الإنجليزية)
- سيمون بيكيت على موقع مونزينجر (الألمانية)
- سيمون بيكيت على موقع ميوزك برينز (الإنجليزية)
- سيمون بيكيت على موقع ديسكوغز (الإنجليزية)
- سيمون بيكيت على موقع قاعدة بيانات الفيلم (الإنجليزية)